# Sương giá mặt đất

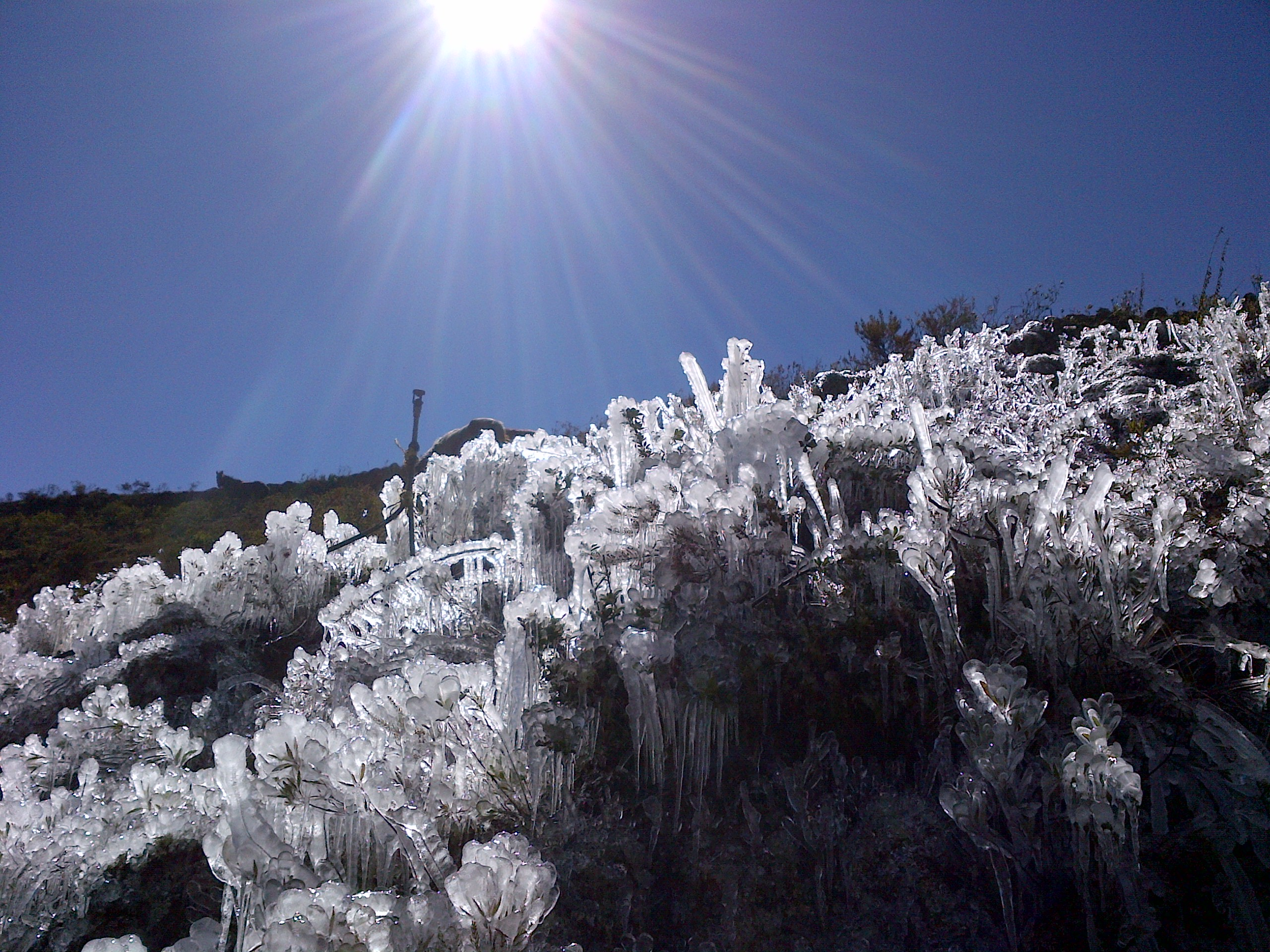
Sương giá trên mặt đất ở thị trấn cao nhất ở Venezuela, Apartaderos (bang Mérida). Bởi vì vị trí của nó nằm trong một hệ sinh thái vùng lãnh nguyên núi cao gọi là páramo, chúng thường trải qua một sự thay đổi đột ngột và quyết liệt trong chu kỳ đóng băng hàng ngày, đôi khi được mô tả là "mùa hè mỗi ngày và mùa đông mỗi đêm".

Sương giá mặt đất đề cập đến các lớp phủ băng khác nhau được tạo ra bởi sự lắng đọng trực tiếp của hơi nước trên các vật thể và cây cối, có bề mặt có nhiệt độ dưới điểm đóng băng của nước (0 °C, 32 °F).

## Các loại
Ba loại chính của sương giá mặt đất là sương giá bức xạ (sương muối), sương giá bình lưu (sương muối bình lưu) và sương giá bốc hơi. Loại thứ hai là loại hiếm xảy ra khi hơi ẩm bề mặt bay hơi vào không khí khô hơn khiến nhiệt độ của nó ở bề mặt giảm xuống tại hoặc dưới điểm đóng băng của nước. Rime (cả mềm và cứng) về mặt kỹ thuật không phải là một loại sương giá.

## Định nghĩa thay thế
Sương giá mặt đất cũng có thể đề cập đến tình trạng khi nhiệt độ của lớp trên của mặt đất giảm xuống dưới điểm đóng băng của nước.

## Ở Anh
Từ năm 1906 đến năm 1960, hoạt động của Met Office là dựa trên số ngày sương giá trên mặt đất theo tiêu chí này: một ngày với nhiệt độ tối thiểu đạt 30 °F (−1 °C), có lẽ vì 32 °F (0 °C) không được coi là đủ lạnh để gây thiệt hại cho cây trồng. Từ năm 1961, số liệu thống kê đã đề cập đến số ngày có nhiệt độ tối thiểu của cỏ dưới 0 °C. Đôi khi, vẫn có thể nhìn thấy thuật ngữ sương giá mặt đất, nhưng nó có nghĩa đơn giản là nhiệt độ tối thiểu dưới 0 °C.